# Кошман Ігор Сергійович
І́гор Сергі́йович Ко́шман (нар. 7 березня 1995, Кременчук, Полтавська область, Україна) — український футболіст, атакувальний півзахисник.

## Життєпис
Ігор Кошман народився у Кременчузі, де й зробив перші кроки у великий футбол. Першими тренерами гравця були Анатолій Безус та Олександр Янковський. Протягом 2008—2012 років захищав кольори місцевого «Кременя» у змаганнях ДЮФЛ.
Влітку 2012 року опинився у клубній структурі сімферопольської «Таврії». Виступав переважно за молодіжний та юнацький склади, у основній команді дебютував 25 вересня 2013 року в матчі 1/16 Кубка України проти черкаського «Славутича». Дебют Кошмана в Прем'єр-лізі припав на 28 березня 2014 року — у поєдинку проти запорізького «Металурга» він змінив на 59-й хвилині Лучіана Бурдужана.
Після анексії Криму Росією та припинення існування «Таврії» певний час перебував в пошуках нового клубу і, зрештою, у вересні 2014 року уклав угоду з донецьким «Металургом». Втім, пробитися до основного складу молодому півзахиснику не вдалося, тож довелося задовольнитися виступами за дублюючий склад команди.
17 лютого 2016 року офіційно став гравцем харківського «Металіста». 18 квітня 2016 року головний тренер першої команди харків'ян Олександр Севідов пішов у відставку. Слідом за тренером п'ять гравців «основи» (Полянський, Прийомов, Касьянов, Ільющенков і Галенко) за підозрою в організації договірних матчів були відраховані з команди. На місце Севідова був призначений тренер молодіжного складу Олександр Призетко, під керівництвом якого дублери харків'ян в десяти останніх матчах здобули сім перемог і тричі зіграли внічию, займаючи після 22 турів чемпіонату U-21 п'яте місце.
Перед дебютним матчем новий тренер, за власними словами, «намагався перевернути психологію команди», яка в двох останніх турах пропустила 13 м'ячів. 23 квітня 2016 року у виїзному матчі «Металіста» проти дніпродзержинської «Сталі» у старті вийшло чотири людини, а ще троє — на заміну з дублюючого складу. Відразу для чотирьох гравців харків'ян цей матч став дебютним. Для Сергія Наполова і Юрія Копини — дебютним за першу команду «Металіста» і першим в УПЛ, для Владислава Краєва — першим в УПЛ, а для Ігоря Кошмана — дебютним за «Металіст». Втім той матч так і залишився єдиним для гравця, оскільки клуб після закінчення сезону 2015/16 втратив професійний статус через фінансові проблеми і припинив існування.
У січні 2017 року став гравцем словенського «Цельє», де він зіграв один матч і у червні 2017 року повернувся на батьківщину, ставши гравцем «Геліоса». Втім і ця команді влітку 2018 року припинила існування і Кошман знову змушений був шукати новий клуб, підписавши контракт з грузинською «Самтредією».
9 квітня 2019 року підписав контракт з харківським «Металістом 1925». Вже через чотири дні зіграв свій перший офіційний матч за «жовто-синіх» у Першій лізі проти «Балкан». «Металіст 1925» переміг з рахунком 1:0, а Кошман провів повний матч і потрапив до символічної збірної туру в Першій лізі. До кінця сезону Ігор зіграв у 8 іграх за клуб, а у вересні того ж року перейшов до іншого першолігового клубу «Кремінь», вихованцем якого і був. У рідній команді зіграв до кінця року 10 ігор у чемпіонаті і одну у кубку.
У першій половині 2020 року грав за грузинський «Шевардені-1906», що виступав у другому дивізіоні країни, але через епідемію коронавірусу, в результаті якої чемпіонат було призупинено, встиг зіграти лише дві гри і на початку вересня став гравцем «Львова», де знову став виступати під керівництвом Георгія Цецадзе, з яким Кошман був знайомий по спільній роботі у «Самтредії».
У 2021 році виступав в командах «Легіон» (Таллінн, Естонія) та «Кремінь» (Кременчук). У жовтні 2022 року став гравцем «Буковини», проте в зимове міжсезоння покинув команду. До завершення 2022/23 сезону кар'єру продовжив у клубі «Нива» (Бузова).

## Досягнення
«Нива» (Бузова)
- Переможець Другої ліги України (1): 2022/23 (2-а ч. с.)

## Статистика виступів
Статистичні дані наведено станом на 4 березня 2016 року
| Сезон                | Команда              | Чемпіонат            | Чемпіонат | Чемпіонат | Кубок | Кубок | Кубок | Єврокубки | Єврокубки | Єврокубки | Інші кубки | Інші кубки | Інші кубки | Всього | Всього |
| Сезон                | Команда              | Змаг.                | Матчі     | Голи      | Змаг. | Матчі | Голи  | Змаг.     | Матчі     | Голи      | Змаг.      | Матчі      | Голи       | Матчі  | Голи   |
| -------------------- | -------------------- | -------------------- | --------- | --------- | ----- | ----- | ----- | --------- | --------- | --------- | ---------- | ---------- | ---------- | ------ | ------ |
| 2013—2014            | «Таврія»             | ПЛ                   | 7         | 0         | КУ    | 1     | 0     | —         | —         | —         | —          | —          | —          | 8      | 0      |
| Всього в «Таврії»    | Всього в «Таврії»    | Всього в «Таврії»    | 7         | 0         |       | 1     | 0     |           | 0         | 0         |            | 0          | 0          | 8      | 0      |
| 2014—2015            | «Металург» Д         | ПЛ                   | 1         | 0         | КУ    | 0     | 0     | —         | —         | —         | —          | —          | —          | 1      | 0      |
| Всього в «Металурзі» | Всього в «Металурзі» | Всього в «Металурзі» | 1         | 0         |       | 0     | 0     |           | 0         | 0         |            | 0          | 0          | 1      | 0      |
| 2015—2016            | «Металіст»           | ПЛ                   | 1         | 0         | КУ    | 0     | 0     | —         | —         | —         | —          | —          | —          | 1      | 0      |
| Всього в «Металісті» | Всього в «Металісті» | Всього в «Металісті» | 1         | 0         |       | 0     | 0     |           | 0         | 0         |            | 0          | 0          | 1      | 0      |
| Всього за кар'єру    | Всього за кар'єру    | Всього за кар'єру    | 9         | 0         |       | 1     | 0     |           | 0         | 0         |            | 0          | 0          | 10     | 0      |